# Стокс, Джон Эллертон
Джон Эллертон Стокс (англ. John Ellerton Stocks, 1822 — 1854) — британский (английский) ботаник, доктор медицины.

## Биография
Джон Эллертон Стокс родился в Восточном райдинге Йоркшира в 1822 году. 
В 1840 году он был зачислен в Bombay Medical Staff. Стокс был членом Лондонского Линнеевского общества.  
Джон Эллертон Стокс умер в 1854 году.  

## Научная деятельность
Джон Эллертон Стокс специализировался на водорослях. Он описал более 110 видов растений.